# Hanne Koch
Hanne Koch (* im 20. Jahrhundert) ist eine ehemalige deutsche Fußballspielerin.

## Karriere
Koch gehörte dem FSV Frankfurt von 1983 bis 1987 als Stürmerin an. Während ihrer Vereinszugehörigkeit erreichte sie mit ihrer Mannschaft zweimal das Finale um die Deutsche Meisterschaft, in dem sie jeweils als Einwechselspielerin zum Einsatz kam.
Am 30. Juni 1984 verlor sie mit ihrer Mannschaft – in der 71. Minute für Marion Laufer eingewechselt – das Finale gegen die SSG 09 Bergisch Gladbach im Frankfurter Stadion am Bornheimer Hang mit 1:3 und am 28. Juni 1987 – in der 43. Minute erneut für Marion Laufer eingewechselt – das Finale gegen den TSV Siegen im Siegener Leimbachstadion mit 1:2. 

## Erfolge
- Finalist Deutsche Meisterschaft 1984, 1987